# تشارلز جي. بيكهام
تشارلز جي. بيكهام (بالإنجليزية: Charles G. Bickham)‏ هو عسكري أمريكي، ولد في 12 أغسطس 1867 في دايتون في الولايات المتحدة، وتوفي بنفس المكان في 14 ديسمبر 1944.